# Freikorps Lichtschlag
Das Freikorps Lichtschlag war ein deutscher paramilitärischer Verband, der am 14. Dezember 1918 kurz nach Ende des Ersten Weltkrieges aufgestellt wurde.

## Aufstellung
Das Generalkommando des VII. Armee-Korps in Münster unter Generalleutnant Oskar von Watter begann nach der Novemberrevolution, aus von der Westfront zurückkehrenden Einheiten Freikorps aufzustellen. Dabei entstand im Raum Hagen das Freikorps Lichtschlag, dass nach seinem Kommandeur Hauptmann Otto Lichtschlag (1885–1961) benannt war und etwa 2500 Mann umfasste.

## Einsatzgeschichte
Der Verband wurde Anfang 1919 auf Befehl des Generalleutnants von Watter gegen die Sozialisierungsbewegung im Ruhrgebiet eingesetzt. Am 15. Februar ging er mit großer Brutalität in Dorsten und in Bottrop gegen streikende Arbeiter vor. Am 16. Februar rückte das Freikorps auf Watters Befehl hin zu einer „Befriedigungsaktion“ gegen Hervest aus. Die dort beginnende Blutspur der Formation brachte ihr den Namen „Freikorps Totschlag“ ein. Am 23. Februar 1919 wurde der Arbeiterführer Alois Fulneczek in Bottrop von Soldaten des Freikorps Lichtschlag erschossen. In der Folge riefen die Anhänger der KPD und der USPD im Ruhrgebiet den Generalstreik aus. Dieser wurde gewaltsam niedergeschlagen. Die Lage blieb unruhig und wurde durch Ausschreitungen der Freikorps weiter angeheizt. Am 13. April 1919 kam es am Oberbilker Markt in Düsseldorf zu schweren Kämpfen zwischen streikender Arbeiter und dem Freikorps Lichtschlag. Am 15. April 1919 schossen Angehörige des Freikorps Lichtschlag in eine Versammlung streikender Arbeiter im Kreis Mettmann; dabei gab es Tote und Verletzte.
Das Freikorps unterstützte während des Kapp-Putsches die Putschisten und wurde gegen die streikenden Arbeiter, deren Aktivitäten wiederum die Reichsregierung ablehnte, eingesetzt, im März 1920 im Ruhrgebiet. Am 15. März griffen bewaffnete Arbeiterformationen bei Wetter eine Vorhut des Freikorps unter Hauptmann Otto Hasenclever an, der unter den schwarz-weiß-roten Fahnen der rechten Gegner der demokratischen Republik angerückt war und  angegeben hatte, unter dem Befehl des Generalleutnants von Watter zu stehen, der, wie man erklärte, „auf dem Boden des Generals Lüttwitz“, als des führenden Putschisten neben Kapp, stehe. Die Batterie der Putschisten wurde aufgerieben, Hauptmann Hasenclever und zehn Soldaten sowie sechs Arbeiter wurden getötet.
Am 16. März wurde der Vormarsch des Freikorps bei Aplerbeck von 10.000 Mann der Roten Ruhrarmee gestoppt. Daraufhin stellten sich die Dortmunder Sozialdemokraten Max König, Regierungspräsident in Arnsberg, und Wilhelm Hansmann, Landrat in Hörde, an die Spitze des Freikorps, um ihm den Marsch auf Dortmund zu ermöglichen. Davon ließen sich die Arbeitermilizen nicht beeindrucken. Am folgenden Tag wurde das Freikorps von ihnen „vernichtend geschlagen“. Die bewaffneten Arbeiter erbeuteten die Geschütze, nahmen 600 Freikorpsangehörige gefangen und besetzten Dortmund.